# 卫辉南站
卫辉南站位于中华人民共和国河南省新乡市卫辉市，是济郑高速铁路上的一座车站，2022年6月20日随济郑高速铁路濮郑段开通而投入使用。

## 车站结构

### 站房
站房设计取意卫辉市著名的香泉寺南天门和望京楼的建筑元素，形成壮观的石作建筑，体现当地传统文化。

### 站场
车站规模为2台4线，设到发线4条（含正线2条），长度为650m；设450.0×8.0×1.25m的基本站台和侧式站台各1座，两站台之间设8m宽旅客地道1座。

## 车站周边
- 卫辉市后河镇赵庄完全小学
- 段庄村、小辛庄村、赵庄村、田庄村、范庄村、申庄村